# The Paper Cup Company
The Paper Cup Company (рус.транс. Зе Пейпер Кап Компани) является европейским производителем потребительских товаров, расположен в городе Клитеро, Ланкашир, 50 км к северу от Манчестера и 350 км к северо-западу от Лондона, Великобритания. Компания специализируется на печатании и распространении одноразовых бумажных стаканов и изготавливает свои товары в производственных сооружениях на помещениях в Клитеро и в городе Нинбо, Чжэцзян, Китай.

## История компании
Компания была основана в марте 2005 года, сначала распространяя товары внутри Великобритании от дома директора по продажам Марка Вудворда. Несмотря на наступление мировой рецессии в 2008 году, компания поддержала увеличение в торговле с каждым годом с основания. Этот успех привел к созданию европейского торгового отделения в Клитеро и назначению двух новых должностей в отделах продаж и маркетинга.
Одноразовые бумажные стаканы изготовлены и распространены для многих применений, такие как холодные и горячие, вендинг, розничная продажа и образцы, а также для медицинских и промышленных употреблений. Компания производит бумажные стаканы для большого количества крупных британских и европейских организаций, включая BMW, Land Rover, Nestlé, Liverpool FC, и так далее.
Хотя точные источники истории бумажных стаканов не известны, они постепенно увеличились в популярности с начало двадцатого века, после развития стакана Dixie Cup в Бостоне, США юристом Лоуренсом Луэлленом. Во время испанского гриппа в 1918-1919 годах, бумажные стаканы использовались в США для того, чтобы рекламировать общественную гигиену и предотвращать распространение инфекции.
Основание в 1936 году компании Лео Хулсмана The Paper Container Manufacturing Company ускоряло будущее развитие отрасли бумажных стаканов. В дополнение к компании The Paper Cup Company разные другие организации обеспечивали одноразовые потребительские товары на много лет, в том числе Dickinson Robinson Group, Key Catering Disposables и Benders в Великобритании, итальянский производитель Seda и финская компания Huhtamaki.

## Международный рост и расширение
В дополнение к росту в Великобритании, в течение последних шести лет компания обрела большое количество европейских клиентов в разных странах, в том числе Франция, Бельгия, Германия, Дания, Норвегия, Швеция, Финляндия, Россия, Латвия, Польша, Молдавия, Греция и Италия.
База компании в Китае начала изготавливать бумажные стаканы для горячих напитков обычных размеров в 2007 году и позднее разнообразила изготовление бумажных стаканов для холодных стаканов. Они распространены по миру из порта Нинбо, один из самых занятых морских центров на свете.
По причине продолжающегося роста в Великобритании и за рубежом компания расширяется, создав в 2012 году нового производственного здания в Ланкашире.